# Бердюгино (озеро)
Бердюгино — озеро на территории Пегановского сельского поселения в восточной части Бердюжского района Тюменской области. Площадь поверхности озера составляет 2,6 км².
Расположено к северо-востоку от озера Малое Карьково, у деревни Останино.
Название озера Бердюгино связана с рыбным промыслом и происходит от диалектного слова бердо, означающее «перегородку на реке от одного берега до другого из прутьев, палок и сетей, у которых ставят ловушки для рыбы».